# Christian Gotthilf Salzmann
Christian Gotthilf Salzmann (født 1. juni 1744 i Thüringen, død 31. oktober 1811 i Schnepfenthal) var en tysk pædagog.
Som præst i Erfurt (1772) begyndte Salzmann sine pædagogiske studier, stærkt påvirket af Rousseau og især af Johann Bernhard Basedow.
Han blev 1781 tilknyttet dennes anstalt som religionslærer. Trangen til selvstændig virksomhed fik ham til 1784 at oprette det Filantropin i Schnepfenthal ved Gotha, der er baseret på Basedows idéer, og som stadig består.
Hans praktiske sans og store kærlighed til børn gjorde snart anstalten respekteret vidt omkring. Salzmann lagde stærk vægt på lærernes selvopdragelse og forlangte, at der blev taget hensyn til hvert enkelt elevs individualitet. 
Ved siden af de almindelige skolefag drev han stærkt på den legemlige opdragelse (gymnastik, skridskofarter, skolerejser, håndgerning og havearbejde). 
I Krebsbuchlein (1780) gør han rede for sin negative og i Konrad Kiefer (1796) rede for sin positive pædagogik, ligesom han i Ameisenbuchlein (1806) giver en vejledning med hensyn til opdragelse af opdrageren. Adskillige af hans skrifter blev oversat til dansk af blandt andre Frederik Høegh-Guldberg og Peder Horrebow Haste.